# Duy Beni
Duy Beni – turecki serial z gatunku dramat. W głównych rolach występują Rabia Soytürk, Caner Topçu. Miał swoją premierę 7 lipca 2022 na tureckim kanale telewizyjnym Star Tv.

## Opis fabuły
Ekim i Leyla to dwie przyjaciółki, które są dla siebie jak siostry. Prowadzą skromne życie w biednej dzielnicy i zawsze z zazdrością spoglądają w stronę bogatych dzieciaków uczęszczających do "Gerçek Koleji", liceum przeznaczonego wyłącznie dla dzieci z zamożnych rodzin. Pewnego dnia Leyla zostaje potrącona przez samochód, a sprawca ucieka z miejsca zdarzenia w kierunku szkoły, na której parkingu ukrywa swój samochód. Kiedy w okolicy rozchodzi się wiadomość, że dziewczyna spędzi resztę życia na wózku inwalidzkim z winy "kogoś" ze szkoły, dyrektor, aby uciąć spekulacje postanawia przyznać stypendia trzem uczniom z dzielnicy. Ekim, Bekir i Ayşe zostają wybrani, aby rozpocząć nowe, wymarzone życie w najbardziej prestiżowej szkole w mieście, jednak wszyscy dość szybko uświadamiają sobie, że teraz ich życie jest jeszcze trudniejsze; bo doszła im walka o przetrwanie wśród bogatej młodzieży.

## Obsada
- Rabia Soytürk - Ekim Güleryüz
- Caner Topçu - Kanat Gunay
- Sümeyye Aydoğan - Melisa Gerçek
- Burak Can - Aziz Gunay
- Meltem Akçöl - Hazal
- Helin Kandemir - Leyla
- Utku Coşkun - Ozan Yilmaz
- Taha Bora Elkoca - Bekir Kaplan
- Gökçe Güneş Doğrusöz - Ayşe Karaca
- İbrahim Yıldız - Dağhan Kara
- İzzet Yüksek - Orjinal
- Berk Hakman Selim Bender
- Ege Kökenli -. Bahar
- Durul Bazan - Fikret
- Murat Daltaban - Rıza Gunay
- Yeliz Akkaya - Suna Gunay
- Aytaç Uşun - Halil Kaplan
- Alper Atak - Süleyman Gerçek
- Feride Çetin - Neşe Güleryüz
- Bedir Bedir - Hasan
- Hamdi Alp - Selçuk
- Elif Çakman - Hatice
- Bedia Ener - Şükran
- Jasmin Berkiş - Ceren
- Sena Gençtürk - Ceyda Astan
- Cemre Özşişman - Emine Sakan
- Dilara Sümbül - Ece Ay